# Thermesia
Thermesia là một chi bướm đêm thuộc họ Erebidae.